# 木村時子
木村 時子（きむら ときこ、1896年3月12日 - 1962年11月13日）は、日本の歌手、女優、声優である。オペレッタ風の童謡レコード『茶目子の一日』の茶目子役で知られる。本名は-とき。

## 人物・来歴
1896年（明治29年）3月12日、宮城県に木村ときとして生まれる。
上京し、帝国劇場歌劇部の三期生となる。1915年（大正4年）、ジョヴァンニ・ヴィットーリオ・ローシーが指導する帝国劇場歌劇部の歌劇『ボッカチオ』で初舞台を踏む。松井須磨子の「芸術座」に参加する。

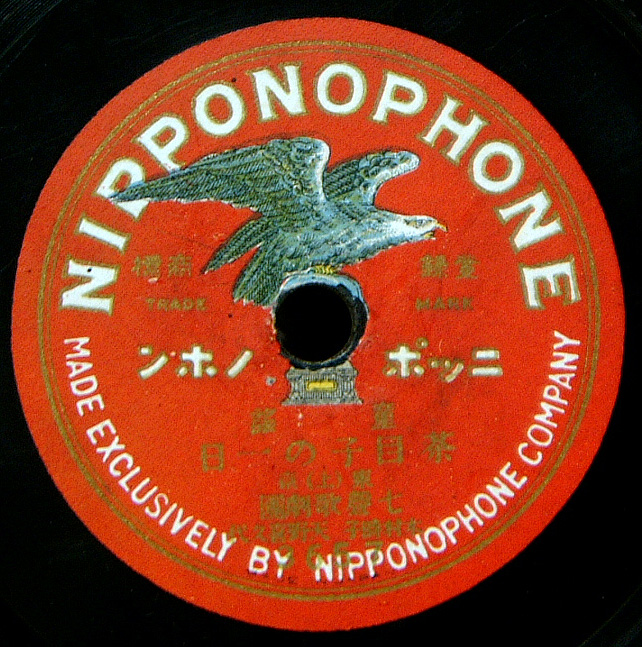
『茶目子の一日』（ニッポノホン、1919年10月）

1918年笹本甲午(笹本寅の次兄)と結婚する。
1919年（大正8年）、佐々紅華が企画したオペレッタのレコード『茶目子の一日』（ニッポノホン、現在の日本コロムビア）の録音に「七声歌劇団」名義で参加、主人公の茶目子を演じ、お母さん役の天野喜久代、先生役の加藤清と共演した。
1920年（大正9年）8月、根岸興行部の「金龍館」館主・根岸吉之助が浅草公園六区に「根岸大歌劇団」を結成、この設立に参加する。1923年（大正12年）9月1日の関東大震災で浅草は壊滅、浅草オペラは終焉に向かい、同歌劇団も1924年（大正13年）には解散した。
1930年（昭和5年）ころは、「木村時子一座」を構え、浅草の音羽座等でレヴューの公演を行っており、同年7月にのちにあきれたぼういずで知られる川田晴久が入団している。同年11月1日に開業した「玉木座」で同日旗揚げした「プペ・ダンサント」の設立に参加した。その後、古川緑波、水の江滝子らとともに舞台に立ち、「浅草の女王」と呼ばれた。
1935年（昭和10年）、当時、千葉県千葉郡津田沼町谷津海岸（現在の同県習志野市谷津）にあった阪東妻三郎プロダクション関東撮影所（のちの谷津遊園）の最後の作品、サイレント映画『彦左と九馬』に出演している。同撮影所は同年閉鎖された。
1945年（昭和20年）8月15日に第二次世界大戦が終結、戦後は声優として活動し、ラジオ東京放送劇団に所属。1954年（昭和29年）、出演していたラジオ東京のラジオドラマ『ウッカリ夫人とチャッカリ夫人』の映画化作品に、俳優として出演している。
1962年（昭和37年）11月13日、死去した。満66歳没。
長男の嵐は産経時事(産経新聞編集局とも)の記者となった。

## おもなディスコグラフィ
- 『茶目子の一日』、作詞・作曲佐々紅華、ニッポノホン、1919年
- 『毬ちゃんの繪本』、作詞・作曲佐々紅華、ニッポノホン、1919年11月

## おもなフィルモグラフィ
- 『彦左と九馬』、監督長尾史録、阪東妻三郎プロダクション / 新興キネマ、1935年1月20日、浅草・電気館
- 『ウッカリ夫人とチャッカリ夫人 やりくり算段の巻』、東京映画 / 東宝、1954年3月10日、東宝系
- 『その後のウッカリ夫人とチャッカリ夫人』、東京映画 / 東宝、1954年8月15日、東宝系

## 関連事項
- ジョヴァンニ・ヴィットーリオ・ローシー
- 浅草オペラ
- 根岸大歌劇団
- 金龍館

## 註
1. 1 2 3 4 5 6 7 8 9  コトバンクサイト内の記事「木村時子」の記述を参照。
2. ↑  「書物展望」1936年12月号89～90頁「思ひ出す人々」二
3. ↑  有島武郎全集 第10巻1922年の項、叢文閣
4. 1 2  新劇1964年8月74～81頁「新劇貧乏物語」
5. ↑  『大正演劇研究』第9巻、大正演劇研究会2005年、72頁「トスキナ伝説」
6. ↑  帝京平成大学公式サイト内の「笑い学講座」内の記事「第32回 エノケンロッパの登場1」の記述を参照。
7. ↑  『文化人名録』《昭和34年版》日本著作権協議会、1959年、1690頁。
8. ↑  「浅草オペラの生活」1967年、108～110頁　雄山閣出版
9. ↑  喜劇人回り舞台 : 笑うスター五十年史、学風書院、1958、47～49頁「カルメン女優の色ざんげ」